# Furcroya
Furcroya és un gènere amb una espècie de plantes suculentes que pertany a la família de les Agavàcies.

## Taxonomia
- Furcroya andina Raf.